# Aspidopterys henryi
Aspidopterys henryi är en tvåhjärtbladig växtart som beskrevs av Hutchinson. Aspidopterys henryi ingår i släktet Aspidopterys och familjen Malpighiaceae. Utöver nominatformen finns också underarten A. h. tonkinensis.